# Opletna plošča
Opletna plošča- pod drugim imenom poznana tudi, kot nagibni disk- je izumil  Anthony George Maldon Michell leta 1917. To je mehanska naprava za prenos gibanja rotirajoče gredi v recipročno gibanje ali obratno. Princip delovanja je podoben, kot pri kotni gredi. Prvotno je bila zasnovana kot nadomestilo kotne gredi.
Opletna plošča na helikopterju je par plošč, ena rotirajoča in ena fiksna, ki sta postavljeni na glavno gred rotorja. Rotirajoča ploča je pritjena na glavo rotorja, fiksna ploča pa je pritjena na kontrole komande. Fiksna plošča prenaša gibanje komand na rotirajočo ploščo, ki preko povezave prenese gibanje na krak rotorja. Ta način kontrole naklona, znan kot ciklični nagib omogča glavnemu rotorju dvig v katerikoli smeri.
1. ↑  »arhivska kopija« (PDF). Arhivirano iz prvotnega spletišča (PDF) dne 1. decembra 2017. Pridobljeno 19. januarja 2020.